# Stormossen, Jomala
Stormossen är en mosse i byn Djurvik i Jomala på Åland. Vattnet rinner från myrens norra och västra delar  mot väster och mynnar ut i havet i Lövviken.
Stormossen omges förutom av Lillmossen nästan helt av morän- och bergsområden. Myrens centrala delar är trädlösa eller täckt av gles eller medeltät tallskog. Randskogen består av medeltät och ställvis tät blandskog.